# CHa-28
CHa-28 — мисливець за підводними човнами Імперського флоту Японії, який взяв участь у Другій світовій війні.
CHa-28 належав до серії допоміжних мисливців, споруджених з використанням можливостей малих суднобудівних підприємств. Ці кораблі мали дерев'яний корпус та при зникненні зацікавленості у них зі сторони збройних сил мали бути перетворені на риболовецькі судна.
Спорудження корпусу CHa-28 здійснили на верфі в Сазі (затока Аріаке на заході Кюсю), а його оснащення озброєнням провели на верфі ВМФ у Майдзуру (обернене до Японського моря узбережжя Хонсю).
Корабель ніс службу на сході Мікронезії. Корабель ніс службу в Мікронезії, зокрема, відомо, що 21 серпня — 4 вересня 1943-го він супроводив з Токійської затоки на атол Трук (головна база японського ВМФ у Океанії, розташована в центральній частині Каролінського архіпелагу) конвой № 3821В. 10—16 вересня CHa-28 перейшов з конвоєм № 5101 на атол Кваджелейн (головна японська база на Маршаллових островах).
30 січня 1944-го американці розпочали операцію зі встановлення контролю над Маршалловими островами. Цього дня на атолі Кваджелейн літаками з авіаносців був знищений цілий ряд японських допоміжних мисливців за підводними човнами і серед них CHa-28.